# Carașova
Carașova là một xã thuộc hạt Caraș-Severin, România. Dân số thời điểm năm 2002 là 3267 người.